# Березняговская волость
Березняговская волость — историческая административно-территориальная единица Богучарского уезда Воронежской губернии. Волостной центр — село Березняги. Ныне территория Петропавловского района Воронежской области России.

## История
В 1915 году волостным урядником был Семен Иванович Сбойчаков, старшиной — Аверьян Аристархович Гулькин, волостным писарем — Феоктист Романович Зубков.

## Состав
По состоянию на 1880 год состоял 8 поселений и 4 сельских общин. По данным 1900 года в волости насчитывалось 10 поселений со смешанным украинским и российским населением, 4 сельских общества.
Поселения волости на 1880 год:
- Березняги — бывшее государственное село за 37 верст от уездного города, 3599 человек, 467 двора, православная церковь, школа, 3 лавки.
- Богомолов — бывший государственный хутор, 2674 лица, 329 дворов, православная церковь, школа, 4 лавки.
- Новый Лиман — бывший государственный хутор при озёрах Гавриха и Нелифеж, 1144 лица, 175 дворов, православная церковь, 2 ярмарки в год.
- Новобогородицкое (Марченково) — бывшая государственная слобода при реке Криуша, 1796 человек, 273 двора, православная церковь, 2 лавки.
- Огарев — бывший государственный хутор, 672 лица, 85 дворов.
- Прогорелое — бывшая государственная слобода, 1303 лица, 224 двора, православная церковь, лавка, ежегодная ярмарка.

## Население
На 1880 год население — 11 928 человек (5921 мужского пола и 6007 — женской), на 1900 год — 13 911 человек (6881 мужского пола и 7030 — женского)

## Инфраструктура
Основа экономики — сельское хозяйство.
На 1880 год — 1615 дворовых хозяйств, на 1900 год — 79 зданий и учреждений, 2155 дворовых хозяйств.
|                        | Площадь, десятин | В том числе пахотной, дес. |
| ---------------------- | ---------------- | -------------------------- |
| Сельских общин         | 32762            | 26602                      |
| Частной собственности  | 73               | 72                         |
| Казенной собственности | 3656             | —                          |
| Другой собственности   | 296              | 282                        |
| В общем                | 36787            | 26956                      |